# چاقوی رومیزی

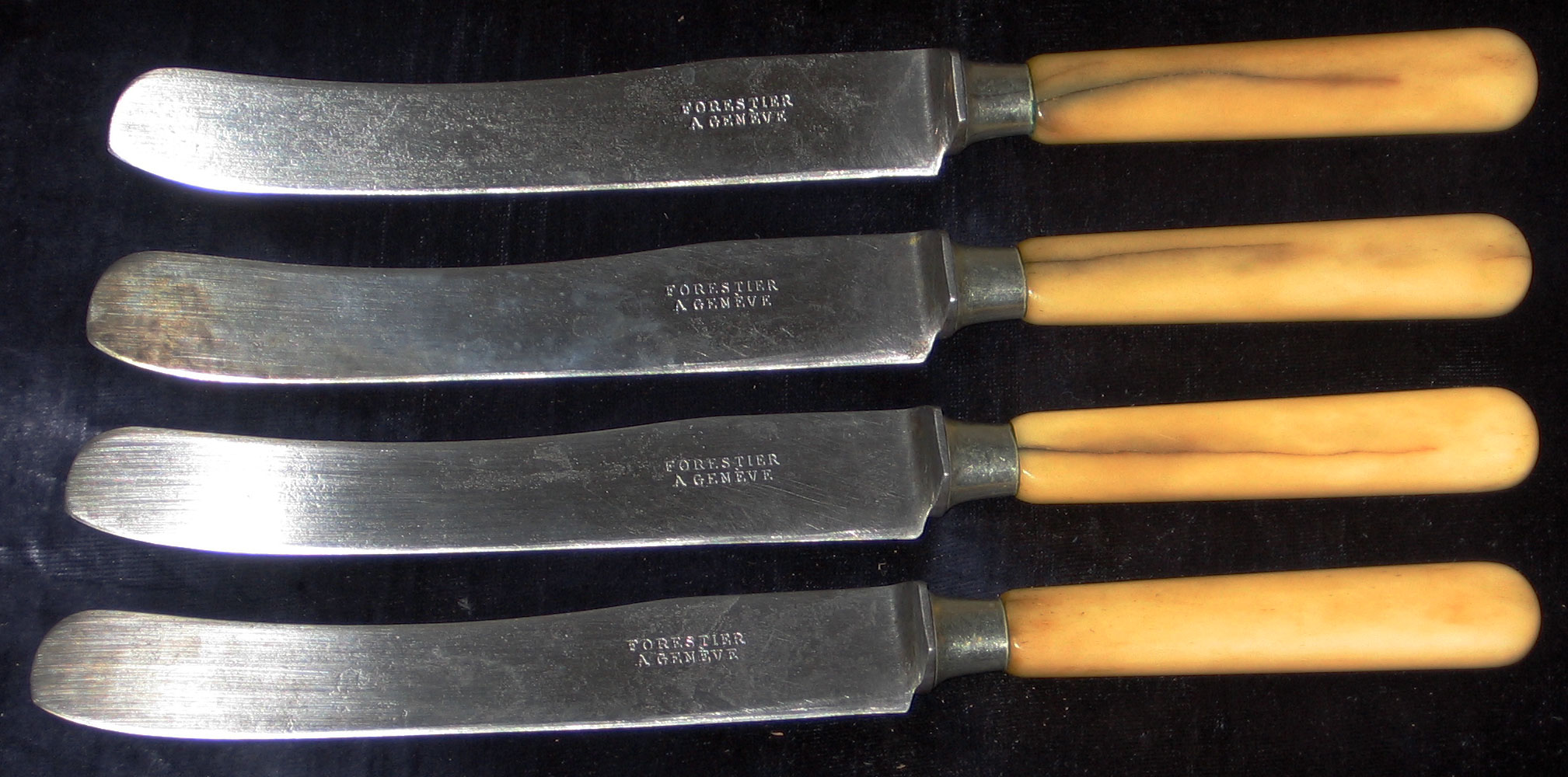
چاقوهای رومیزی دسته استخوانی

چاقوی رومیزی (انگلیسی: Table knife) به چاقوهای تزئینی گفته می‌شود که برای چیدمان میز به کار می‌روند.